# Pitthea lynckerii
Pitthea lynckerii är en fjärilsart som beskrevs av Herman Dewitz 1881. Pitthea lynckerii ingår i släktet Pitthea och familjen mätare. Inga underarter finns listade i Catalogue of Life.